# Nisztatin
A nisztatin (INN: nystatin) egy polién gombaellenes molekula. Nincs bizonyított mellékhatása, mert a bélből kevéssé szívódik fel. A Candida fajok érzékenyek rá.
Fungisztatikus és fungicid hatású polién antimikotikum. A Streptomyces noursei termeli. Az élesztőgombák ellen specifikus hatású, meggátolja a gomba légzését, cukorfelhasználását és az intracellurális fehérjeszintézist. 
A VIII. Magyar Gyógyszerkönyvben Nystatinum    néven hivatalos.  

## Felhasználás
Kután, vaginális, mucosa és nyelőcsövi Candida fertőzések kezelésére használják.
A Cryptococcus szintén érzékeny rá.
A nisztatint profilaktikumként is használják olyan betegeknél akiknél magas a gombás fertőzések kialakulásának a kockázata mint például AIDS betegeknél, vagy kemoterápiában résztvevőknél.

## Gyógyszerhatás
Az amfotericin B-hez és a natamicinhez hasonlóan a nisztatin az ergoszterinhez köt, ami a gombasejtmembrán fő komponense. Ha elegendően nagy koncentrációban van jelen, pórust alkot a membránon, és K+ áramlik ki a sejtből és a sejt elpusztul. Mivel az emlőssejtekben nincs ergoszterin, csak a gombasejteken hat.

## Hatásspektrum
Elsősorban a Candida speciesek ellen hatásos. 
Ezen kívül a következő gombákra is hat: 
- Blastomyces dermatitis
- Blastomyces brasiliensis
- Coccidioides immitis
- Cryptococcus neoformans
- Histoplasma capsulatum
- Epidermophyton fajok

## Eredete
A nisztatin egy gram-pozitív baktériumnak, a Streptomyces noursei-nek a terméke. (Per Bruheim et al.:Chemical Diversity of Polyene Macrolides Produced by Streptomyces noursei ATCC 11455 and Recombinant Strain ERD44 with Genetically Altered Polyketide Synthase NysC. Antimicrob Agents Chemother. 2004 November; 48(11): 4120–4129.) 
A Streptomyces noursei ből izolálta 1950-ben Elizabeth Lee Haxen és Rachel Fuller Brown
akik a New York State Department of Health kutató laboratóriumában dolgoztak.
Hazen és Brown a nisztatint a New York State Public Health Department-ről nevezték el.